# Oki Electric Industry
Oki Electric Industry Co. Ltd – japońskie przedsiębiorstwo będące obecnie jedną z największych firm wśród dostawców półprzewodników, producentów urządzeń drukujących oraz kompletnych rozwiązań telekomunikacyjnych dla biznesu. Oki kieruje swoją ofertę głównie do instytucji i przedsiębiorstw, specjalizując się w tworzeniu profesjonalnych urządzeń drukujących oraz oprogramowania. Firma wyprodukowała pierwszy w Japonii telefon w 1881 roku. W ciągu 130-letniej historii swojego istnienia Oki rozszerzyło działalność o mechatronikę, jak również urządzenia drukujące. Firma oferuje produkty z pięciu różnych segmentów: drukarki igłowe (SIDM), kolorowe drukarki nieuderzeniowe (NIP), czarno-białe drukarki nieuderzeniowe oraz faksy i urządzenia wielofunkcyjne (MFP).
Oki posiada 4 siedziby:
- główną siedzibę zlokalizowaną w Tokio, Japonia,
- EMEA (Europe, the Middle East and Africa) zlokalizowaną w Londynie,
- OKI Data Americas zlokalizowaną w Mount Laurel, New Jersey, USA,
- Asia Pacific zlokalizowaną w Tokio, Japonia.

Oki działa w Europie, na Bliskim Wschodzie, w Afryce, Azji i Ameryce Północnej, a jej biura przedstawicielskie działają w ponad 120 krajach na świecie. Obecnie firma zatrudnia ponad 20 tysięcy osób. Inwestycje w prace badawczo-rozwojowe rocznie wynoszą rocznie ok. 500 milionów dolarów.

## Nazwa
Nazwa pochodzi od nazwiska założyciela firmy – Kibataro Oki, który założył w Tokio przedsiębiorstwo o nazwie Meikosha, przemianowane później na Oki.

## Historia
Firma została założona w styczniu 1881 roku i zadebiutowała pierwszym modelem japońskiego telefonu, który powstał zaledwie 5 lat po wynalezieniu mechanizmu przez Bella. Firma na początku specjalizowała się głównie w produkcji telefonów, ale Kibataro Oki rozumiał, że Japonia wkracza w wiek komunikacji i rozwijał swoją firmę w kierunku szeroko rozumianych usług teleinformatycznych. Oprócz bycia pionierem w zakresie rozwiązań telekomunikacyjnych, Oki Electric szybko rozrosła się i zaczęła prezentować swoje rozwiązania także w innych dziedzinach komunikacji. Po II wojnie światowej inżynierowie Oki opracowali pierwsze w Japonii urządzenia ATM (bankomaty), dalekopisy oraz komputery elektroniczne.

### Lata 60.
Oki Electric tworzy swój pierwszy komputer elektroniczny do ogólnego użytku, model OKITAC-5090. Był to pierwszy komputer japońskiej produkcji, wykorzystujący pamięć rdzeniową.
W latach sześćdziesiątych swoją premierę miały kolejne urządzenia i systemy Oki: elektroniczny dalekopis, drukarka igłowa, transmisja danych online wykonana dla Banku Fuji (konta oszczędnościowe online).

### Lata 70.
To okres związany z ogromnym postępem w pracach nad rozwojem sprzętu komunikacyjnego z automatyczną, elektroniczną centralą telefoniczną i funkcjami informacyjnymi. W 1976 roku Oki wprowadziła na rynek nowy produkt, termalny OKIFAX 7100. Urządzenia termalne wkrótce stały się standardem, używanym na całym świecie. Po pomyślnych wynikach sprzedaży drukarki wierszowej DP100 w Stanach Zjednoczonych, Oki zyskało dodatkowe zaufanie klientów. Skutkowało to rozpoczęciem eksportu produktów na całą Europę.
Od roku 1979 Stany Zjednoczone systematycznie zwiększały liczbę importowanych drukarek. Tymczasem sensacją Krajowej Konferencji Komputerowej w Nowym Jorku stał się nowy model drukarki OKI MICROLINE 80, który charakteryzował się małymi rozmiarami nie tracąc przy tym na jakości wydruku.

### Lata 80.
Na tę dekadę przypada okrągła, setna rocznica istnienia firmy; w tym czasie Oki stała się głównym producentem sprzętu telekomunikacyjnego, wykorzystując najnowsze technologie elektroniczne.
Firma wkracza na rynek telefonii komórkowej. Poprzez wspólny program badawczy z amerykańską firmą Bell Laboratories, Oki rozwija produkty dla rynku północnoamerykańskiego. Efektem tej pracy jest wygranie kontraktu na dostawy telefonów do samochodów w Stanach Zjednoczonych.

### Lata 90.
Na ten okres przypada przede wszystkim rozwój technologii LED opartej na diodach i prace nad jej wykorzystaniem. W roku 1990 Oki jako pierwsza wprowadziła technologię LED na rynki europejskie, prezentując czarno-białą drukarkę OL4000. 8 lat później firma przedstawiła, opartą na tej technologii, pierwszą kolorową cyfrową drukarkę OKIPAGE 8c, wykorzystującą technologię cyfrową LED i technologię jednoprzebiegową. Tym samym Oki wkroczyła na rynek drukarek kolorowych, oferując wydruk kolorowy dwukrotnie szybszy niż dotychczas.
W latach dziewięćdziesiątych firma umocniła swoją pozycję na rynku europejskim. Oki wykupił dział biznesowy Technitron Corp., będący firmą handlową specjalizującą się w sprzęcie komputerowym. Umożliwiło to przejęcie kanałów dystrybucji firmy Technitron w siedmiu krajach europejskich – Danii, Irlandii, Holandii, Norwegii, Szwecji, Wielkiej Brytanii i we Włoszech. Nowa sieć sprzedaży pokryła 80% sprzedaży drukarek w Europie. Stanowi to kamień milowy w historii pozycji Oki na rynku drukarek na starym kontynencie.

### Początek XXI wieku
Oki wkroczyła w nowe milenium, wprowadzając wiele modeli urządzeń i zintegrowanych usług dla biznesu. Firma przedstawiła m.in. nową serię cyfrowych drukarek kolorowych serii C7000, C9000 i C5000. Produkty te cechowała większa automatyzacja rozwiązań, tj. automatyczne wykrywanie nośnika i automatyczna kalibracja kolorów. Nowa linia okazała się sukcesem na rynku biznesowym.

## Nowatorskie wykorzystanie technologii LED
Oki, jako pierwsza firma, wykorzystała w swoich urządzeniach drukujących technologię LED. Dzięki zastosowaniu w drukarkach głowic o dużej gęstości rozmieszczenia diod, Oki udało się jako pierwszej firmie stworzyć kolorowe drukarki formatu A3, znacznie mniejsze od laserowych, a przy tym zachowujące bardzo dobrą jakość druku. Diody zajmują mniej miejsca niż tradycyjne mechanizmy, a ich światło pada bezpośrednio na bęben, co jest kluczowym czynnikiem pozwalającym na zmniejszenie rozmiarów urządzenia. Dodatkowo, mechanizm cyfrowy LED przy wyższej rozdzielczości, nie zmniejsza swojej nominalnej prędkości drukowania (w przeciwieństwie do drukarek laserowych). Pierwszy model LED-owej drukarki OKI pojawił się na japońskim rynku w 1987 r. Obecnie rozwiązanie jest dostępne w wielu modelach urządzeń drukujących i wielofunkcyjnych znajdujących się w ofercie firmy.

## Ochrona środowiska
Firma Oki ogranicza emisję CO2 wykorzystując bioplastiki do produkcji drukarek i urządzeń wielofunkcyjnych. Korzystanie z bioplastików w 1,1 mln drukarek i urządzeń wielofunkcyjnych pozwala na zmniejszenie emisji CO2 o trzy tony rocznie.
Firma OKI bierze także udział w programie testów „ECO Circle 2000”, za które przyznawane są certyfikaty jakości, stawiające najwyższe wymagania w zakresie możliwości przetworzenia wykorzystywanych surowców, małe zanieczyszczanie środowiska oraz oszczędność energii w drukarkach.
Zakład produkcyjny, OKI w Tajlandii, został nagrodzony „ESCO (Energy Service Company) Nagroda Project 2010” przez Tajlandzkie Ministerstwo Energii. Nagroda docenia aktywne wysiłki na rzecz ochrony środowiska w firmach.
Firma publikuje swoje ekologiczne cele, których realizacja w zaplanowanym czasie staje się bieżącą strategią polityki ekologicznej firmy.

## Sponsoring
Polski oddział firmy, OKI Systems (Poland), wspiera fundacje „Save the Children”, zajmującą się pomocą dzieciom z całego świata, które doznały głodu, biedy i przemocy. Do dziś OKI pomogła zebrać 160 000 funtów na pomoc podopiecznym fundacji.

## Kategorie produktów

### Urządzenia wielofunkcyjne
- kolorowe urządzenia wielofunkcyjne A4
- kolorowe urządzenia wielofunkcyjne A3
- czarno-białe urządzenia wielofunkcyjne A4

### Drukarki kolorowe
- kolorowe drukarki nabiurkowe
- drukarki kolorowe A4
- drukarki kolorowe A3

### Drukarki czarno-białe
- drukarki nabiurkowe
- drukarki sieciowe

### Drukarki igłowe i wierszowe
- 24 igłowe
- MICROLINE MX Line Printers
- 9 igłowe

### Faksy laserowe
- wielofunkcyjne faksy laserowe